# U-Bahnhof Altstadt Spandau

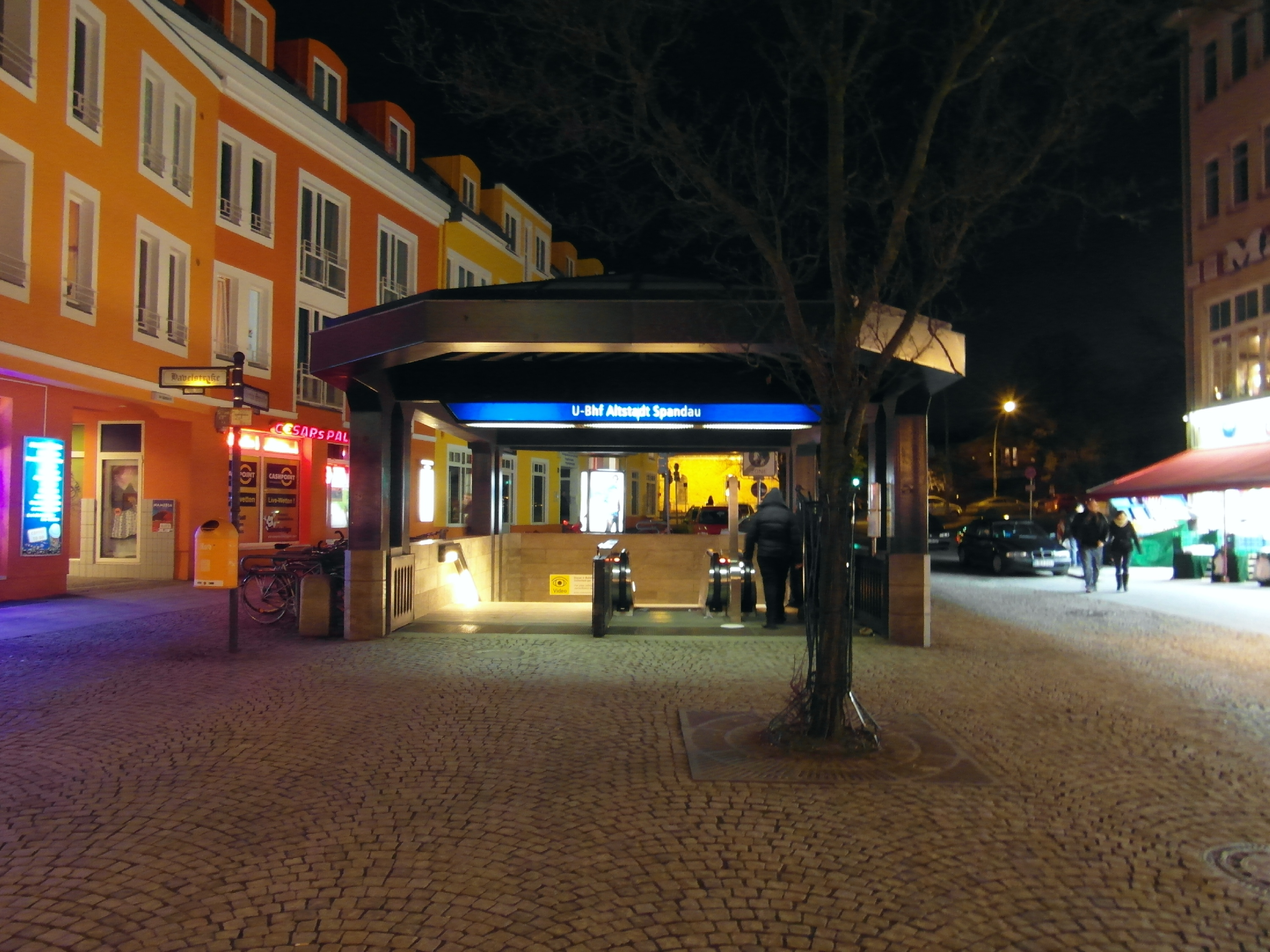
Bahnhofseingang in der Breiten Straße

Der U-Bahnhof Altstadt Spandau ist eine Station der Berliner U-Bahn-Linie U7. Er wurde im Zuge der Nordwest-Verlängerung der U7 nach Spandau am 1. Oktober 1984 eröffnet. Er liegt unter der gleichnamigen Altstadt im Ortsteil Spandau parallel zur Straße Am Juliusturm.
Der Bahnhof wurde, wie viele U-Bahnhöfe zu dieser Zeit, sehr aufwendig und prunkvoll von Rainer G. Rümmler gestaltet. Im März 2017 wurde bekanntgegeben, den U-Bahnhof – zusammen mit sechs weiteren der nördlichen U7 – unter Denkmalschutz zu stellen.
Er liegt in einer Tiefe von 14 Metern, da im Osten die nahegelegene Havel unterquert werden musste. Deshalb wurde für die Errichtung dieses Bahnhofs die Senkkasten-Bauweise genutzt. In Richtung Rathaus Spandau wurde die in Berlin seltene und kostspielige Schildvortrieb-Methode angewendet, um die historisch wertvolle Bausubstanz in Spandaus Altstadt zu erhalten.
Ein barrierefreier Ausbau des Bahnhofs einschließlich eines Aufzugs war bis Ende 2019 geplant. Die Arbeiten für den Aufzugeinbau sollten im Jahr 2024 abgeschlossen werden.

## Anbindung
| Linie | Verlauf |
| ----- | --- |
|       | Rathaus Spandau – Altstadt Spandau – Zitadelle – Haselhorst – Paulsternstraße – Rohrdamm – Siemensdamm – Halemweg – Jakob-Kaiser-Platz – Jungfernheide – Mierendorffplatz – Richard-Wagner-Platz – Bismarckstraße – Wilmersdorfer Straße – Adenauerplatz – Konstanzer Straße – Fehrbelliner Platz – Blissestraße – Berliner Straße – Bayerischer Platz – Eisenacher Straße – Kleistpark – Yorckstraße – Möckernbrücke – Mehringdamm – Gneisenaustraße – Südstern – Hermannplatz – Rathaus Neukölln – Karl-Marx-Straße – Neukölln – Grenzallee – Blaschkoallee – Parchimer Allee – Britz-Süd – Johannisthaler Chaussee – Lipschitzallee – Wutzkyallee – Zwickauer Damm – Rudow |

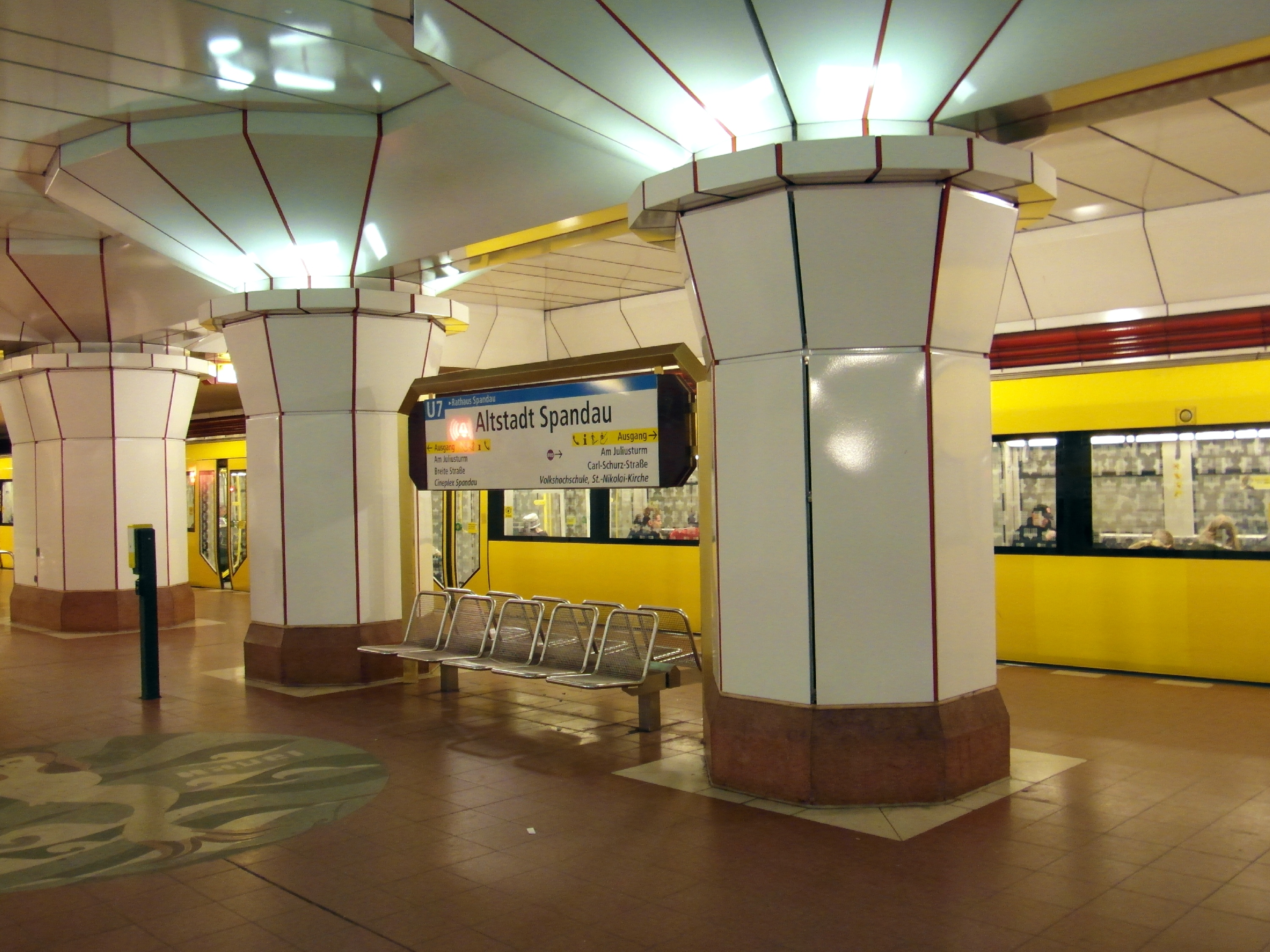
U-Bahnhof Altstadt Spandau

Am U-Bahnhof bestehen Umsteigemöglichkeiten von der Linie U7 zur Omnibuslinie X33 der Berliner Verkehrsbetriebe.